# 曼宽河组
曼宽河组是位于中国云南江城县、勐腊县的白垩纪地层，1966年由云南地质局十六队命名。该地层以紫红、褐紫红色泥质粉砂岩、钙质粉砂质泥岩为主，间夹细粒石英砂岩等。